# Melanoplus washingtonius
Melanoplus washingtonius is een rechtvleugelig insect uit de familie veldsprinkhanen (Acrididae). De wetenschappelijke naam van deze soort is voor het eerst geldig gepubliceerd in 1885 door Bruner.